# Igor Subbotin
Igor Subbotin (Tallinn, 26 giugno 1990) è un calciatore estone, centrocampista del Kalju Nõmme.

## Carriera

### Club
Con il Levadia Tallinn ha giocato nella massima serie estone e nelle coppe europee internazionali.

### Nazionale
Il 31 maggio 2014 ha esordito con la Nazionale estone nell'amichevole Finlandia-Estonia (2-0) valida per la Coppa del Baltico.

## Palmarès

### Club

#### Competizioni nazionali
- Campionato estone: 4

Levadia Tallinn: 2009, 2013, 2014
Nõmme Kalju: 2018
- Coppa di Estonia: 1

Levadia Tallinn: 2013-2014
- Supercoppa di Estonia: 1

Levadia Tallinn: 2010